# Donita Dunes
Donita Dunes (Seagoville, Texas; 11 de octubre de 1968) es una actriz pornográfica estadounidense, además de bailarina y modelo, conocida por sus senos operados(44GG), sus tatuajes y pírsines (tiene perforados: los labios, la lengua, el ombligo, y los labios vaginales). Tiene herencia hispana y es también conocida como Danita Dunes o, simplemente, Donita.
A mediados de los 90 se trasladó a Los Ángeles donde comenzó su carrera. Es conocida por hacer sexo anal, bukkake y doble penetración.
Donita se retiró del hardcore en el año 2000 y empezó a concentrarse en el baile. Pasa la mayor parte del año haciendo giras por todo Estados Unidos haciendo espectáculos.